# 兵頭雅誉
兵頭 雅誉(譽)（ひょうどう まさよ、安政5年1月20日（1858年3月5日） - 1927年（昭和2年）4月1日）は、明治、大正時代の軍人。最終階級は陸軍中将、位階勲等は従三位勲二等功三級。

## 生涯
安政5年（1858年）1月20日、伊予宇和島藩士の兵頭慶右衛門 の長男として江戸の宇和島藩邸で生まれる。初名は久太郎。1870年（明治3年）、父が死去したことにより、家督を相続した。
1875年（明治8年）、陸軍士官学校に入学し、同校の旧二期生となる。同期には井口省吾、石井隼太、伊地知幸介、大迫尚道、大谷喜久蔵、加藤泰久、税所篤文、渋谷在明、仙波太郎、田内三吉、鷹司煕通、田村怡与造、豊島陽蔵、長岡外史、松本鼎、村木雅美、村田惇、山田忠三郎らがいる。
1879年（明治12年）2月1日に同校を卒業し、陸軍少尉に任じ、正八位に叙せられ、大阪鎮台山砲隊附となる。
日清戦争では野戦砲兵第三聯隊第二大隊長となり、勲功に依り功四級金鵄勲章を賜う。1897年（明治30年）には勲五等を賜う。1902年（明治35年）には陸軍大佐に昇進し、従五位を叙せられた。日露戦争が始まると、野戦砲兵第一聯隊長として各地を転戦し、この功に依り功三級金鵄勲章を賜う。1907年（明治40年）11月には、陸軍少将に任ぜられた。同年に基隆要塞司令官、1910年（明治43年）に陸軍兵器本廠長、同年転じて東京砲兵工廠提理 などを歴任した。
1912年（明治45年）、愛媛県軍人会の発起人(中心は秋山好古中将)となり創設に関わる。発起人には他に尾崎正満中佐(後に少将)、白石通則少佐(後に中将)がいた。1912年（大正元年）12月に陸軍中将に累進。
1913年（大正2年）8月、正四位に陛る。1914年5月、予備役となる。その後は旧宇和島藩主伊達侯爵家の家令を務めた。1922年（大正11年）、遊就館長となり、3年半在職する。1927年（昭和2年）4月1日卒去。享年70。卒去後特旨により勲二等を叙せられた。嗣子良吉が家を継いだ。墓所は青山霊園1-ロ-8-29。戒名は、大量院殿髙岳雅譽大居士。墓誌は後進である鈴木孝雄陸軍大将が記している。

## 栄典
- 1883年（明治16年）5月25日 - 従七位[8]
- 1887年（明治20年）3月25日 - 正七位[9]
- 1892年（明治25年）5月20日 - 従六位[10]
- 1897年（明治30年）10月15日 - 正六位[11]
- 1907年（明治40年）12月27日 - 正五位[12]
- 1914年（大正3年）6月10日 - 正四位[13]

## 親族
東京府東京市牛込区（現在の新宿区）矢来町4番地。
- 妻　兵頭榮子（愛媛県士族五島信行長女）

慶応2年6月（1866年7月）〜1939年（昭和14年）6月3日
- 長男　兵頭直文：1892年9月〜1913年9月18日
- 次男　兵頭良吉：1904年11月〜
- 長女  花：1897年〜
- 次女  春：1900年〜